# Naturschutzgebiet Alter Hagen bei Willingen
Das Naturschutzgebiet Alter Hagen bei Willingen mit einer Größe von 143,55 ha liegt südlich von Willingen im Landkreis Waldeck-Frankenberg. Das Naturschutzgebiet (NSG) wurde 1989 wegen seiner Bedeutung für die Botanik und Tierwelt ausgewiesen. Das NSG liegt innerhalb des Naturparks Diemelsee. Das NSG ist eine Teilfläche des FFH-Gebietes NSG-Komplex bei Willingen (DE 4718-301). Die Südgrenze und Westgrenze liegt an der Landesgrenze von Hessen. Die Landesgrenze bildet hier eine Wasserscheide. Im Westen des NSG liegt in Nordrhein-Westfalen das NSG Neuer Hagen. Das NSG grenzt im Norden direkt an das Naturschutzgebiet Grebensteine bei Willingen und im Osten an das Naturschutzgebiet Jägers Weinberg. Der Skywalk Willingen liegt östlich über dem NSG.

## Gebietsbeschreibung
Bei NSG handelt es sich um Quelle und Tal des Oberlaufes der Itter mit Seitentälern. Es finden sich hier sumpfigen Talauen, Moorwiesen und Waldbereiche. Im Wald finden sich Bereiche mit Moorbirken-Wald und Reste des einstigen farn- und bärlappreichen Rotbuchenwaldes. In Teilen des NSG gibt es Rotfichtenaufforstungen. Seit 1987 werden die Grünlandbereiche im NSG durch das Bigger Josefsheim der Josefs-Gesellschaft mit Heidschnucken, einer speziellen Schafrasse aus der Lüneburger Heide, und Ziegen beweidet.

## Pflanzenwelt
Es kommen Arten wie Wald-Hainsimse und Siebenstern vor. In den Übergangsbereichen des Moorbirken-Waldes zum Erlen-Bruchwald wächst das seltene, nordische Purpur-Reitgras (Calamagrostis phragmitoides), ein Eiszeitrelikt. Der Buchenhochwald ist farn- und bärlappreich.
Die Braunseggen-Sümpfe entlang der Itter besitzen einen hohen Artenreichtum. An sehr nassen Stellen wachsen Grau-Segge, Sumpf-Blutauge und Schmalblättriges Wollgras und verschiedene Torfmoose vor. Sowohl in den Braunseggen-Rasen als auch in den sumpfigen Wiesen kommen Fuchs’ Knabenkraut, Breitblättriges Knabenkraut und ein Bastard aus beiden Arten vor. in den Feuchtwiesen sind Sumpfdotterblumen-Pflanzengesellschaften und Pfeifengras-Rasen-Pflanzengesellschaften zu finden. Auch Glatthafer- und Goldhafer-Wiesen kommen vor.
In brach gefallenen Bereichen kommen viele Himbeeren vor. In stärker vernässten Bereichen dominiert Schlangen-Knöterich. Vor allem im Seitental der Itter wachsen kleinere Bestände der Spitzblütige Binse. Entlang der Hermecke und Itter gibt es Blauer Eisenhut. An den Berghängen sind artenreiche Bergwiesen mit Wald-Storchschnabel und Schwarze Teufelskralle vorhanden.
Im Naturschutzgebiet sind die bedrohte Pflanzenarten Korallenwurz und Platanen-Hahnenfuß zu finden.

## Tierwelt
Für das Schutzgebiet gibt es Brutnachweise für Raufußkauz und Waldschnepfe.
In den Bächen des NSG kommen die Groppe und die Bachforelle vor. In den Gewässern kommen auch die Flussmützenschnecke und Dunkers Quellschnecke vor.
Amphibien im Gebiet sind Grasfrosch, Erdkröte und Feuersalamander. Einzige Reptilienart im NSG ist die Waldeidechse.
Es kommen 71 Schmetterlingsarten, darunter 27 Tagfalterarten, vor. Tagfalterarten sind Dukatenfalter, Mädesüß-Perlmuttfalter, Großer Schillerfalter und eine große Population des Wegerichbärs. Im Naturschutzgebiet Alter Hagen bei Willingen gelang der einzige Nachweis des Goldrutenwicklers (Pelochrista decolorana) in Hessen.
An den klaren, stark durchströmten, naturnahen Bäche lebt die Blauflügel-Prachtlibelle.

## Schutzzweck
Laut Naturschutzgebiets-Ausweisung wurde das Gebiet wegen seiner Bedeutung für die Botanik und Tierwelt als Naturschutzgebiet ausgewiesen. Wie bei allen Naturschutzgebieten in Deutschland wurde in der Schutzausweisung darauf hingewiesen, dass das Gebiet „wegen der Seltenheit, besonderen Eigenart und Schönheit des Gebietes“ zum Naturschutzgebiet wurde.